# レナート・ザッカレッリ
レナート・ザッカレッリ（Renato Zaccarelli、1951年1月18日 - ）は、イタリア、アンコーナ出身の元サッカー選手で指導者。現役時代のポジションはMF。

## 経歴
トリノFCのユース出身、カターニアでプロデビューを果たした。1969-70年にトリノに復帰するが、出番の無いまま、ノヴァーラ・カルチョに移籍、その後エラス・ヴェローナでのプレーを経て、1974年にトリノに復帰した。以降引退する1987年までトリノでプレー、通算413試合に出場した。この間の1975-76年シーズンにリーグ優勝を果たした。引退後2003年と2005年にトリノの監督を務めた。
1975年10月にポーランドとの対戦でイタリア代表としてデビューを果たし、以降25試合に出場した。ワールドカップ・アルゼンチン大会では5試合に出場、フランスとの対戦で決勝点を決めた。1980年の欧州選手権にも参加した。

## タイトル
- トリノ
  - セリエA : 1975-76
  - コッパ・イタリア : 1970-71
- 個人
  - グエリンスポルティーボ年間最優秀選手賞 : 1986